# Dientes y garras
Dientes y garras (Tooth and Claw) es el segundo episodio de la segunda temporada moderna de la serie británica de ciencia ficción Doctor Who, emitido originalmente el 22 de abril de 2006.

## Argumento
El Décimo Doctor intenta llevar a Rose Tyler a Sheffield en 1979 para ver a Ian Dury en concierto, pero acaba en Escocia en 1879. Se encuentran frente al carruaje de la Reina Victoria de Inglaterra, que se ha visto obligada a viajar por carretera hasta el castillo de Balmoral ya que un árbol caído ha bloqueado la vía de tren hasta Aberdeen, y temía un potencial intento de asesinato hacia ella. El Doctor adopta la identidad del Dr. James McCrimmon usando su papel psíquico, y la reina le invita a él y a Rose a unirse a ella mientras viajan hacia la Hacienda de Torchwood, la favorita de su último marido, el príncipe Alberto, para pasar la noche. Lo que ninguno de ellos sabe es que la Hacienda de Torchwood ha sido capturada por un grupo de monjes del monasterio de St. Catherine's Glen liderados por el padre Angelo, obligando a su dueño, Sir Robert MacLeish, a que les siga el juego mientras los monjes toman el lugar de los sirvientes y guardias de la mansión. Los monjes, que han sido los que han colocado el árbol en la vía para obligarles a ir a la hacienda, han traído con ellos a un hombre infectado con una forma de licantropía, y esperan pasarle la infección a la reina para empezar así un nuevo "Imperio del Lobo".

### Continuidad
En la historia del Tercer Doctor, The Curse of Peladon (1972), el Doctor menciona haber asistido a la coronación de la reina Victoria. En el serial del Séptimo Doctor, The Greatest Show in the Galaxy (1988) ya había aparecido un hombre lobo, mientras que las balas de plata se mencionaron en Battlefield (1989).
El Doctor se presenta a sí mismo como "James McCrimmon". Jamie McCrimmon (Frazer Hines) era un joven gaitero escocés del siglo XVIII que fue acompañante del Segundo Doctor. Cuando Rose se encuentra por primera vez con el lobo en forma humana, él le dice que puede ver "algo del lobo" (por el "lobo malo") en ella y que "ha ardido como el sol", referencia al episodio El momento de la despedida.

## Producción
En la escena en la que el Doctor y Rose se encuentran con los guardias de la reina, el Doctor empieza a hablar con acento escocés, que es en la realidad el auténtico acento de David Tennant. Michelle Duncan y Jamie Sives no pudieron asistir a la lectura de la historia, y sus papeles los leyeron los padres de Tennant, que estaban visitando el plató de Doctor Who. Tennant le dijo a los periodistas en la rueda de prensa del estreno de la temporada: "Como está ambientada en Escocia, les encantó que les pidieran leer el guion. Mi madre interpretó a Lady Isobel y mi padre al capitán Reynolds, y estaban en el séptimo cielo. ¡Y se desilusionaron de verdad cuando no les pidieron interpretar los papeles en la realidad! Yo estaba como '¡tranquilos, mamá y papá, volved a la caja!".
La Casa Treowen en Dingestow, Gales fue uno de los emplazamientos en que se rodó el episodio, representando la Casa Torchwood en las Highlands. Los exteriores se rodaron en el castillo Craig-y-Nos, en Swansea Valley. La escena de lucha con los monjes se filmó en un patio en los Dyffryn Gardens, St Nicholas.
En cierto punto del rodaje, el pelo de Billie Piper se incendió. Entrevistado en Doctor Who Confidential, el director Euros Lyn dijo que vio varias películas de artes marciales investigando para la escena de apertura de lucha, incluyendo Wò hǔ cáng lóng.
El hombre lobo de la historia estaba hecho por ordenador. Pauline Collins dijo en una rueda de prensa de la BBC que había dos intérpretes imitando los movimientos que el hombre lobo haría, y habló de los problemas de sobreactuar en una situación en la que alguien simplemente reaccionaba ante una pantalla verde. En el DVD de la temporada se incluyó una escena eliminada en la que el Doctor y Rose, tras ser armados caballeros, salen corriendo hacia la TARDIS.